# Rádio Zarco
A Rádio Zarco é uma estação de rádio portuguesa com sede em Machico, na Madeira, operando na frequência 89.6 MHz para o concelho de Machico.